# Illusion (compañía)
Illusion (イリュージョン Iryūjon?) fue una compañía de videojuegos con sede en Yokohama, Japón famosa por crear Juegos tipo eroge en 3D. Entre los videojuegos más conocidos están la saga de Biko series, Battle Raper, Des Blood series, Artificial Girl y Sexy Beach.
Según las políticas de la Compañía, Los juegos son distribuidos exclusivamente dentro del territorio japonés y el soporte técnico se realiza en el idioma japonés. Por lo que no se pueden comprar fuera de Japón.
En el Año 2006, uno de sus Juegos más polémicos RapeLay fue publicado por un británico en el sitio web de  Amazon.com para la venta. Debido a su contenido muy pesado para la sociedad occidental (violaciones y abortos), Amazon retiró el Videojuego debido a las reclamaciones de muchos usuarios.

## Lista de juegos
- Des Blood (26 de diciembre de 1997)
- Des Blood 2 (11 de junio de 1998)
- Bikō (14 de mayo de 1999)
- DANCINGCATs (1 de enero de 2000)
- Sexy Beach
- Des Blood 3 (14 de enero de 2000)
- Brutish Mine (14 de septiembre de 2000)
- Des Blood Racing (9 de marzo de 2001)
- Bikō 2: Reversible Face (enero de 2001)
- Requiem Hurts (29 de junio de 2001)
  - Requiem Hurts: Rainy Escape (Expansion)
- Interact Play VR (21 de agosto de 2001)
- Battle Raper (19 de abril de 2002)
- Des Blood 4: Lost Alone (13 de septiembre de 2002)
- Des Blood VR (7 de junio de 2003)
- Sexy Beach 2 (11 de julio de 2003)
  - Chiku Chiku Beach (Expansion, 9 de diciembre de 2003)
- Bikō 3 (30 de enero de 2004)
- A-GA (25 de junio de 2004)
- Artificial Girl 2 (Jinkō Shōjo 2, 26 de noviembre de 2004)
- Battle Raper 2 (22 de abril de 2005)
- Oppai Slider 2 (25 de noviembre de 2005)
- RapeLay (21 de abril de 2006)
  - BotuPlay (Extra Disc)
- Sexy Beach 3 (29 de septiembre de 2006)
  - Sexy Beach 3 Plus (Expansion, 15 de diciembre de 2006)
- SchoolMate (25 de mayo de 2007)
- SchoolMate Sweets! (Stand-alone SchoolMate Fan Disc, 2007)
- Artificial Girl 3 (Jinkō Shōjo 3, 30 de noviembre de 2007)
  - Artificial Girl 3 Privilege Disc (Bonus Disc, 2008)
  - Artificial Girl 3 Hannari (Expansion, 2 de junio de 2008)
  - Artificial Girl 3 Hannari Privilege Disc (Expansion Bonus Disc, 2008)
- Box (Hako, 10 de octubre de 2008)
- @Home Mate (29 de mayo de 2009)
- You can't escape from the heroine! (Yūsha kara wa Nigerarenai!, 2 de octubre de 2009)
- Real Kanojo (Real Girlfriend) (19 de febrero de 2010)
- Schoolmate 2 (25 de junio de 2010)
- Sexy Beach Zero (29 de octubre de 2010)
- Artificial Academy (Jinkō Gakuen, 10 de junio de 2011)
- Wakeari! (11 de noviembre de 2011)
- Love Girl (24 de febrero de 2012)
- I'm the Hero (Ore ga Shujinkou, 25 de mayo de 2012)
- Happy End Trigger (12 de octubre de 2012)
- Premium Play Darkness (25 de enero de 2013)
  - Premium Studio Pro (Disc Add-On Expansion, 19 de abril de 2013)
- Musumakeup! (26 de julio de 2013)
- Immoral Ward (1 de noviembre de 2013)
- Real Play (7 de marzo de 2014)
- Artificial Academy 2 (13 de junio de 2014)
  - Artificial Academy 2: Append Set (Disco "Add-On" de expansión, 29 de agosto de 2014)
- Harem Mate (12 de diciembre de 2014)
- Play club (24 de abril de 2015)
  - Playclub Studio (Disco "Add-On" de expansión, 10 de julio de 2015)
- Sekurosufia (28 de abril de 2016)
- Honey Select (9 de septiembre de 2016)
- Honey Select Party (28 de abril de 2017)
- KanojoVR (27 de febrero de 2017)
- PlayHome (13 de octubre de 2017)
- Koikatsu (27 de abril de 2018)
- AI-Shoujo (25 de octubre de 2019)
- Honey Select 2 Libido (29 de mayo de 2020)
- Honey Select 2 Libido DX (30 de octubre de 2020)
- Koikatsu Sunshine (27 de agosto de 2021)
- Room Girl (30 de septiembre de 2022)